# رمز و راز سیاره سوم
رمز و راز سیاره سوم (به روسی: Тайна третьей планеты) یک فیلم بلند سل انیمیشن محصول سال ۱۹۸۱ کشور اتحاد جماهیر شوروی سوسیالیستی به کارگردانی رامان آبلویچ کاچانوف و تهیه شده توسط استودیوی سایوزمولتفیلم در مسکو ساخته شده‌است. این فیلم بر اساس رمان داستان علمی تخیلی ادبیات کودک سفر آلیس ساخته کیر بولیچف، از مجموعه کتابهای آلیسا (آلیس) سلزنوا ساخته شده‌است.
این فیلم در روسیه یک کلاسیک فرقه محسوب می‌شود و در لیست‌های مختلف بهترین فیلم‌های انیمیشن و فیلم‌های علمی تخیلی گنجانده شده‌است.